# Psihopolitică
Psihopolitica este o disciplină situată la confluența științelor politice, etnopsihologiei și geografiei ce studiază relația dintre particularitățile spațiului geografic, politică și psihologia colectivă a unui neam. Termenul a fost întrodus în uz de geopoliticianul Rudolf Kjellen în lucrarea Statul ca formă a vieții (1916). În perioada războiului rece în SUA și URSS s-ar fi încercat utilizarea psihopoliticii pentru inventarea unor tehnici de control a conștiinței.
A nu se confunda cu psihologia politică, care este o știință psihologică.